# Duscher & Gratzer

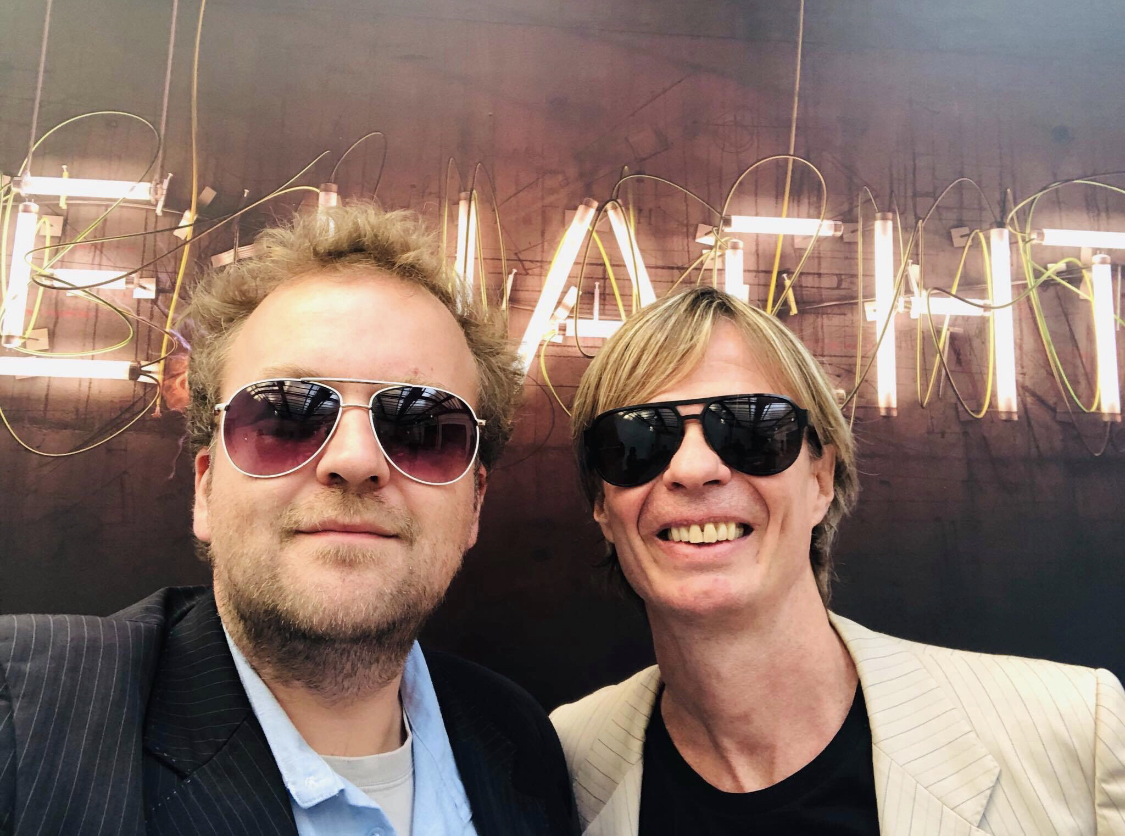
Roli Gratzer und Hannes Duscher

Duscher & Gratzer sind ein österreichisches Moderatoren-, Entertainer- und Künstlerduo bestehend aus Hannes Duscher und Roland Gratzer. Sie leben und arbeiten in Wien.

## Arbeit als künstlerisches Duo
Die Künstler lernten sich beim ORF-Radiosender FM4 kennen. Ab 2010 begannen sie, miteinander zu arbeiten. Eine ihrer ersten gemeinsamen Kooperationen war die „Kleine Gitarrenkunde“ auf FM4. Mittlerweile moderieren sie die wöchentliche Anruf-Radiosendung „Top FM4“ am Freitagabend und traten somit die Nachfolge von „Salon Helga“ mit Stermann und Grissemann an. Zusätzlich moderieren sie saisonale Anrufsendungen wie „Unter Palmen“, „Unter Palmkätzchen“ oder „Unter Tannen“. 2017 gewannen sie dafür den Silbernen Radiopreis in der Kategorie „Best Comedy“.
Im November 2018 gestalteten Duscher & Gratzer außerdem für den ORF ihre erste Testsendung, die 30-minütige Late-Night-Show mit Gästen, Songs und Aktionismus. Ihre ersten Gäste waren Thomas Brezina, Chris Lohner, Voodoo Jürgens und die Minigolf-Europameisterin Karin Heschl. Die Sendungen wurden am 21. und 27. November 2018 ausgestrahlt.
Neben ihrer Arbeit für den Öffentlichen Rundfunk betätigt sich das Duo vielfältig künstlerisch. So spielen und entwickeln die Künstler jedes Jahr ein Theaterstück für das Festival komm.st, das Roland Gratzer mit seinem Bruder Georg Gratzer seit vielen Jahren in der Oststeiermark veranstaltet. Es ist ein Versuch, Kunst und Kultur auch in ländliche Gegenden zu bringen. Die Stücke werden von einer bewährten Crew gespielt: Regie und Co-Autor ist Johannes Grenzfurthner, der Gründer der Künstlergruppe monochrom. Weiters Harald List, ebenfalls monochrom-Mitglied. FM4-Moderatorin Conny Lee sowie die ORF-Redakteurin und Künstlerin Lisa Semrad.
Duscher und Gratzer haben seit 2015 ein gleichnamiges Bandprojekt. Duscher spielt Gitarre, Gratzer Bass, beide singen. Am Schlagzeug sitzt Alexander Kerbel. Ihre erste Single „Nadine“ landete im Sommer 2015 ganz vorne in den FM4-Charts. Darauf folgte die Veröffentlichung der Single „Wart auf mi“ (2016) und im selben Jahr die der EP „Wie soll des weitergehen“. 2018 wurde die Single „Es is aus“ veröffentlicht. Am 7. Dezember 2018 veröffentlichte Sissi-Records das gleichnamige Album.
Neben der Arbeit als Entertainer und Musiker wirkten Duscher und Gratzer auch in mehreren Filmen mit, so zum Beispiel in Glossary of Broken Dreams (2018) und Je Suis Auto (2023).

## Werke

### Radio
- Die Kleine Gitarrenkunde auf FM4
- Top FM4 auf FM4 – jeden Freitagabend von 19 bis 21 Uhr
- saisonale FM4-Sendungen wie "Unter Palmen", "Unter Palmkätzchen", Unter "Tannen"
- Live-Kommentar auf FM4 zum Finale des Eurovision Song Contest 2022[6]

### Fernsehen
- Top 1, die Late-Night-Gala aus dem Café U1 in Wien. Ausgestrahlt am 20. und 27. November 2018 in der Dienstagnacht
- 2021: Hotel Campinski. „Aktionistische Talkshow“ in DIE.NACHT auf ORF 1.[7]

### Musik
- 2015: Nadine (Single)
- 2016: Wart auf mi (Single)[8]
- 2016: Wie soll des weitergehen (EP)
- 2018: Es is aus (Single)
- 2018: Es is aus (Album, Sissi Records / Hoanzl)

### Theater beim Festival komm.st

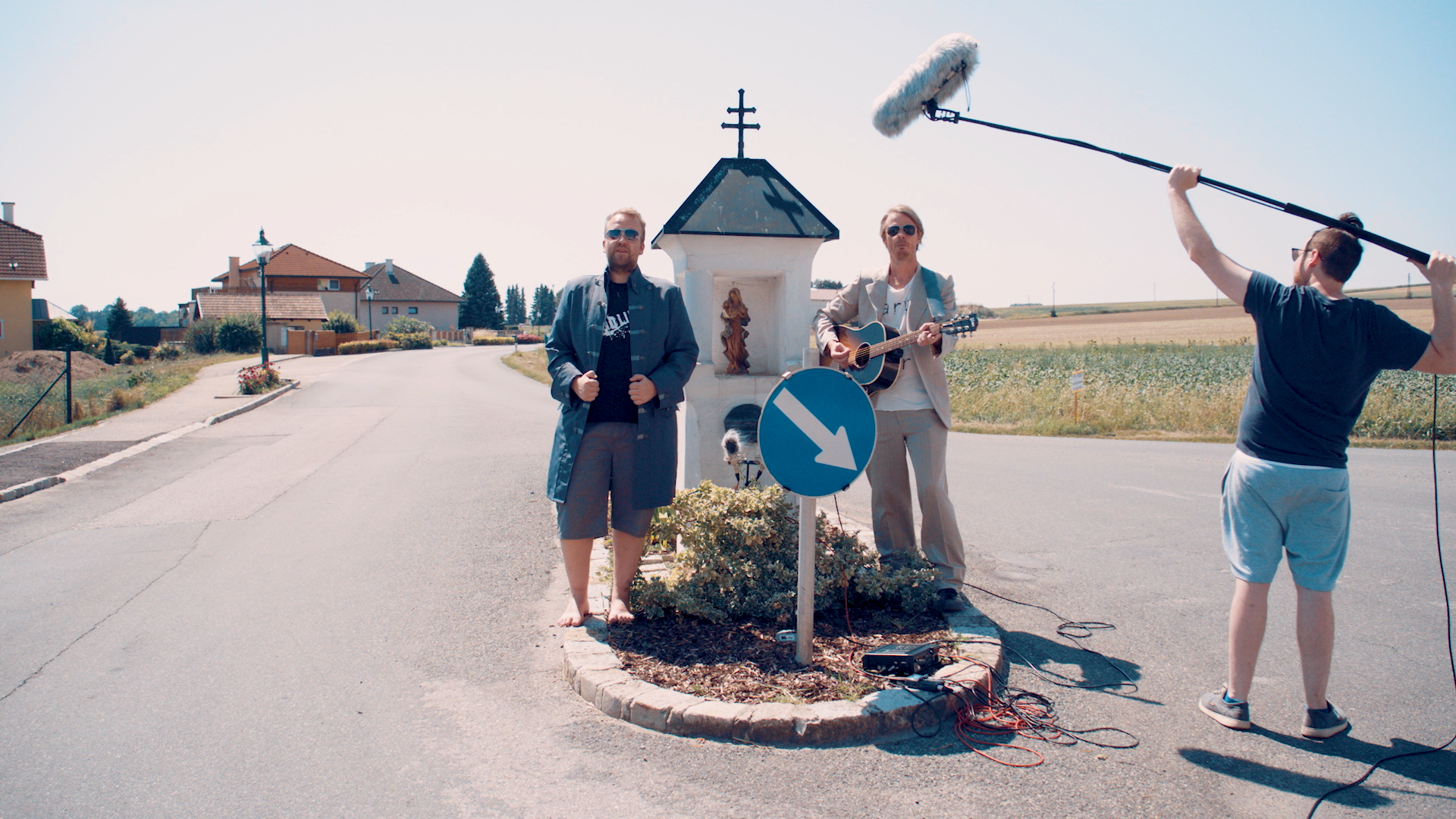
Duscher & Gratzer bei Aufnahmen zu "Glossary of Broken Dreams" von Johannes Grenzfurthner

- 2015: Weltsterz[9]
- 2016: Wald[10]
- 2017: Steppenrot[11]
- 2018: Die Hansi-Halleluja-Show[12]
- 2019: Das scharlachrote Kraftfeld

### Film
- 2023: Je Suis Auto (Schauspiel, Musik)
- 2018: Glossary of Broken Dreams (Schauspiel, Musik)[13][14]

## Auszeichnungen
- Radiopreis 2017; Silber in der Kategorie "Best Comedy"[15]